# Кацевац
Кацевац је насељено мјесто у граду Бијељина, Република Српска, БиХ. Према попису становништва из 1991. у насељу је живјело 351 становника.

## Географија
Налази се близу ријеке Дрине. У насељу је лоцирана и противградна станица 113 Кацевац. Кацевац има Дом културе.

## Култура
Источно од насеља у правцу Дрине се налази манастир Тавна.

## Становништво
| Националност       | 1991. | 1981. | 1971. | 1961. |
| Срби               | 349   | 399   | 459   | 445   |
| Југословени        | 1     | 28    |       |       |
| остали и непознато | 1     |       | 1     |       |
| Укупно             | 351   | 427   | 460   | 445   |

| Демографија | Демографија | Демографија |
| Година      | Становника  | Становника  |
| ----------- | ----------- | ----------- |
| 1948.       | 423         |             |
| 1953.       | 417         |             |
| 1961.       | 445         |             |
| 1971.       | 460         |             |
| 1981.       | 427         |             |
| 1991.       | 351         |             |